# 熱帶風暴劍魚 (2014年)
熱帶風暴劍魚（英語：Tropical Storm Kajiki），在菲律賓被稱為熱帶風暴巴斯揚，是一場強度較弱的熱帶氣旋，於2014年1月底至2月初在菲律宾中部引發水災和山泥傾瀉。劍魚是2014年太平洋颱風季的第二個得名風暴，於1月29日在雅浦島以東生成為一熱帶低氣壓。該低氣壓迅速向西南偏西移動，同時緩慢地增強。翌日，該低氣壓轉向西北偏西移動並逼近菲律賓。1月31日清晨，該低氣壓達到熱帶風暴標準，並被命名為劍魚。劍魚在當天稍後吹襲擊菲律賓，並於2月1日在蘇祿海北部減弱為熱帶低氣壓。卡吉基在當天稍後橫過巴拉望省並進入南海，其後消散。
劍魚吹襲菲律賓中部，而部份地區仍在從三個月前的海燕和不到兩週前的玲玲帶來的影響中回復過來。米沙鄢群島、棉兰老岛和民马罗巴的多個省份都接獲風暴信號。數千人撤離以躲避風暴。受惡劣天氣影響，航班和海上運輸被迫取消，導致9,000多人滯留。受劍魚影響，宿霧省的學校於2月1日停課。風暴帶來的強降雨在米沙鄢群島引發暴洪和山泥傾瀉，導致數百個家庭流離失所，陸路交通也受到影響。劍魚造成六人死亡，一人受傷，大部分傷亡發生在宿霧省。該國的損失達914萬菲律賓披索（20.2萬美元）。

## 氣象歷史
1月29日，日本氣象廳首先留意到一熱帶低氣壓在雅浦島以東約545公里處形成。中心北側發展出深層對流，但中等程度的风切变使其未有明顯發展。翌日，該低氣壓進入菲律宾责任区。菲律賓大氣地球物理和天文服務管理局開始監測該系統，並給予當地名稱巴斯揚（Basyang）。儘管系統的中心略微拉長，聯合颱風警報中心仍將其歸類為熱帶低氣壓，並給予編號02W。在副熱帶高壓脊的引導下，該系統以相對較快的速度向西移動。1月31日清晨，由於深層對流持續爆發且遮蔽系統的中心，日本氣象廳將其升級為熱帶風暴，並命名為劍魚（Kajiki）。劍魚繼續向西移動，先後於菲律賓標準時間晚上6點、晚上7點45分和晚上8點30分（协调世界时上午10點、上午11點45分和中午12點30分）吹襲錫亞高島、迪纳加特岛和帕納翁島。風暴隨後於菲律賓標準時間晚上9點、晚上10點和翌日凌晨12點（協調世界時下午1點、下午2點和下午4點）在南萊特省帕德雷布爾戈斯、保和省烏拜和宿霧省那牙市登陸。儘管與陸地產生相互作用，強勁的極向外流使深層對流有所增強。因此，聯合颱風警報中心將系統升級為熱帶風暴。當地時間2月1日凌晨，劍魚先後在東內格羅省、吉馬拉斯省和伊洛伊洛省南部登陸。2月1日上午6點，劍魚減弱為熱帶低氣壓，隨後吹襲卡拉棉群島並進入南海。吹襲菲律賓後，劍魚的中心變得模糊不清，深層對流逐漸減弱。南海上空環境惡劣，劍魚未能重新發展，深層對流消失殆盡。當天稍後，日本氣象廳不再追蹤位於巴拉望省和南沙群岛之間的系統。聯合颱風警報中心亦向該系統發出最後警告。

## 防災措施及影響
劍魚進入菲律賓責任區後不久，菲律賓大氣地球物理和天文服務管理局向卡拉加三個省、東米薩米斯省和南萊特省發出一號風暴信號。劍魚增強成熱帶風暴後，菲律賓大氣地球物理和天文服務管理局向東米沙鄢、宿霧省、保和省和卡拉加的省份發出二號風暴信號。而北棉兰老、三宝颜半岛和中米沙鄢的省份則接獲一號風暴信號。隨着劍魚逼近，二號風暴信號延伸到中米沙鄢、西米沙鄢的省份和巴拉望省北部，而一號風暴信號延伸到民马罗巴。由於劍魚減弱為熱帶低氣壓，二號風暴信號於2月1日早上取消。隨着劍魚進一步減弱為低壓區，所有風暴信號均已解除。
由於預計劍魚將吹襲受2013年11月海燕及不到兩週前玲玲嚴重影響的地區，當地政府保持警惕。菲律賓大氣地球物理和天文服務管理局警告民眾，特別是居住在莱特岛和北苏里高省的民眾，要小心水災和山泥傾瀉。菲航快運、宿霧太平洋航空和亞航飛龍航空的45個國內航班被取消。海上交通被取消，1,600人受影響。漁船和小艇被要求停止出海並留在岸上。因各種交通工具被取消，共有9,023人滯留。在北蘇里高省，26,435人在風暴來臨前撤離，不過該省並無接獲發生水災的報告。在塔克洛班，超過10,000人被疏散到該市的會議中心。在宿霧省，受劍魚吹襲的高危地區近700戶家庭被疏散。該省所有學校於2月1日停課。隨着劍魚減弱並遠離菲律賓，居民自2月2日起獲準返回家園。
來自劍魚的強降雨在南萊特省引發水災和山泥傾瀉。20棟房屋被摧毀，一輛汽車被洪水沖走。據報全省共發生八宗山崩，導致道路被阻塞、陸路運輸被中斷。由於風暴造成巨大影響，該省的政府宣布進入災難狀態。據報宿霧省塔里薩伊市發生山泥傾瀉。在西內格羅省，793戶家庭因水災而流離失所。水災亦影響參加巴科洛德菲律賓青年運動會全國錦標賽的近2,000名運動員。劍魚造成六人死亡、一人受傷：一艘船在卡莫特斯群島附近傾覆，一名年輕男子遇溺身亡，一名老人在馬阿辛溺斃，而另一名年輕人在巴蘭班觸電身亡。在桑博安，一名青少年男孩在山泥傾瀉中喪生，另一名老人在班塔延遇溺身亡。而在孔波斯特拉，一名男孩觸電身亡。此外，一艘摩托艇在卡莫特斯群島和達瑙之間的水域沉沒，船上五人失蹤。他們在帕西漢島附近被漁民救起。在塔里薩伊市，一名女嬰被倒塌的圍欄砸傷。共有47,740人受到劍魚影響，而有3,012人在風暴過後流離失所。427間房屋在風災中受損，其中33間被摧毀。全國的損失總額為914萬菲律賓披索（20.2萬美元），其中大部分損失是與基礎設施有關。

## 外部連結
- 日本氣象廳有關熱帶風暴劍魚（1402）的一般資訊（页面存档备份，存于），取自數位颱風網 （英語）
- 日本氣象廳有關熱帶風暴劍魚（1402）的最佳路徑數據（页面存档备份，存于） （日語）
- 聯合颱風警報中心有關第二號熱帶風暴（劍魚）的最佳路徑數據（页面存档备份，存于） （英語）
- 美國海軍研究實驗室有關02W.劍魚（页面存档备份，存于） （英語）